# Неофіт (Масурас)
Митрополит Неофіт ( грец. Μητροπολίτης Νεόφυτος в миру Омірос Масурас, грец. Όμηρος Μασούρας  ; 21 січня 1962, село Ано-Зодія, район Пафос, Кіпр ) - єпископ Кіпрської православної церкви, митрополит Морфський і проедр Солі .

## Біографія
По завершенні початкової освіти вступив до 3-ї Морфської гімназії, але через турецьке вторгнення змушений був завершувати навчання в 2-й Акропольській гімназії Нікосії.
У 1985 році закінчив юридичний факультет Афінського університету. До 1987 року залишався в Греції та в цей час увійшов в особисте знайомство з деякими сучасними подвижниками Православної Церкви. Один з них, старець Яків Цалікіс, його духовний батько, надихнув юнака на прийняття чернецтва.
На початку 1987 року повернувся на Кіпр і став послушником в Монастир святого Георгія Конта в Ларнаці.
27 грудня того ж року в монастирі Святого Георгія він був висвячений у сан диякона митрополитом Китійського Хрізостомом (Махеріотісом) .
У липні 1994 року разом з архімандритом Симеоном відновив Монастир святого Георгія в Мавровуні.
У 1988 році вступив на богословський факультет Афінського університету, який закінчив у 1993 році. одночасно з 1990 по 1993 рік був членом церковного суду Китійської митрополії .
19 грудня 1993 митрополитом Китійського Хризостомом був висвячений в сан пресвітера з возведенням у сан архімандрита.
У 1996-1998 роки - член комісії з інтронізації Китійської митрополії.
22 серпня 1998 року рішенням був обраний митрополитом Морфським .
13 вересня того ж року в тимчасовій резиденції Морфських митрополитів в селі Евріх відбулася його єпископська хіротонія з возведенням у сан митрополита. На хіротонії був присутній президент республіки Кіпр і інші офіційні особи  . У той же день відбулася його інтронізація.
У 2006 році з ініціативи митрополита Морфского Неофіта американська організація USAID зайнялася реставраційними роботами по збереженню унікальних підлогових мозаїк ранньохристиянської базиліки святого Авксівія, єпископа Солійского, зруйнованої арабами  .
За домовленістю з владою частково визнаого Північного Кіпру відвідував Гюзельюрт (Морфу), де опікувався російськомовними віруючими .
У 2020 році був одним із єрархів Кіпрської Церкви, який відмовлявся визнавати автокефалію ПЦУ.